# صنيسلوب
صنيسلوب (بالإنجليزية: Sunnyslope, California)‏ هي مدينة تقع في مقاطعة ريفيرسايد، كاليفورنيا بولاية كاليفورنيا في الولايات المتحدة. تبلغ مساحة هذه المدينة 3.817 (كم²)، وترتفع عن سطح البحر 275 م، بلغ عدد سكانها 5153 نسمة في عام 2010 حسب إحصاء مكتب تعداد الولايات المتحدة .

## التركيبة السكانية
حدّد مكتب تعداد الولايات المتحدة بيانات التركيبة السكانية لصنيسلوب في تعداد الولايات المتحدة. في ما يلي، التركيبة السكانية حسب تعدادي 2000 و2010.

### تعداد عام 2000
بلغ عدد سكان صنيسلوب 4,437 نسمة بحسب تعداد عام 2000، وبلغ عدد الأسر 1,086 أسرة وعدد العائلات 963 عائلة مقيمة في المنطقة السكنية. في حين سجلت الكثافة السكانية 1,162.4 نسمة لكل كيلومتر مربع (3,010.6/ميل2). وبلغ عدد الوحدات السكنية 1,123 وحدة بمتوسط كثافة قدره 294.2 لكل كيلومتر مربع (762.0/ميل2).
وتوزع التركيب العرقي للمنطقة السكنية بنسبة 57.70% من البيض و3.88% من الأمريكيين الأفارقة و1.58% من الأمريكيين الأصليين و2.28% من الأمريكيين ذوي الأصول الآسيوية و0.11% من سكان جزر المحيط الهادئ و30.56% من الأعراق الأخرى و3.90% من عرقين مختلطين أو أكثر و53.10% من الهسبانيون أو اللاتينيون من أي عرق.
بلغ عدد الأسر 1,086 أسرة كانت نسبة 60.8% منها لديها أطفال تحت سن الثامنة عشر تعيش معهم، وبلغت نسبة الأزواج القاطنين مع بعضهم البعض 71.1% من أصل المجموع الكلي للأسر، ونسبة 11.3% من الأسر كان لديها معيلات من الإناث دون وجود شريك،  بينما كانت نسبة 6.3% من الأسر لديها معيلون من الذكور دون وجود شريكة وكانت نسبة 11.3% من غير العائلات. تألفت نسبة 8% من أصل جميع الأسر من عدة أفراد يعيشون في نفس المنزل ونسبة 1.9% كانت تتألف من شخص يعيش بمفرده يبلغ من العمر 65 عاماً أو أكثر. وبلغ متوسط حجم الأسرة المعيشية 3.96، أما متوسط حجم العائلات فبلغ 4.13.
بلغ العمر الوسطي للسكان 30.7 عاماً. وكانت نسبة 34.4% من القاطنين تحت سن الثامنة عشر، وكانت نسبة 9.3% بين الثامنة عشر والرابعة والعشرين عاماً، ونسبة 28.1% كانت واقعةً في الفئة العمرية ما بين الخامسة والعشرين والرابعة والأربعين عاماً، ونسبة 19.7% كانت ما بين الخامسة والأربعين والرابعة والستين، ونسبة 5.5% كانت ضمن فئة الخامسة والستين عاماً فما فوق. يوجد لكل 100 أنثى 101.1 ذكر، ويوجد لكل 100 أنثى في الثامنة عشر من عمرها فما فوق 101.5 ذكر.
بلغ متوسط دخل الأسرة في المنطقة السكنية 50,208 دولارًا، أما متوسط دخل العائلة فبلغ 48,036 دولارًا. وكان متوسط دخل الذكور 35,875 دولارًا مقابل 26,250 دولارًا للإناث. وسجل دخل الفرد الخاص بالمنطقة السكنية 14,055 دولارًا. وكانت نسبة 15.7% من العائلات ونسبة 18.7% من السكان تحت خط الفقر، وكان من هؤلاء نسبة 25.7% تحت سن الثامنة عشر ونسبة 9.2% في الخامسة والستين من العمر وما فوق.

### تعداد عام 2010
بلغ عدد سكان صنيسلوب 5,153 نسمة بحسب تعداد عام 2010، وبلغ عدد الأسر 1,185 أسرة وعدد العائلات 1,036 عائلة مقيمة في المنطقة السكنية. في حين سجلت الكثافة السكانية 1,350 نسمة لكل كيلومتر مربع (3,496.5/ميل2). وبلغ عدد الوحدات السكنية 1,242 وحدة بمتوسط كثافة قدره 325.4 لكل كيلومتر مربع (842.8/ميل2).
وتوزع التركيب العرقي للمنطقة السكنية بنسبة 58.55% من البيض و1.86% من الأمريكيين الأفارقة و1.07% من الأمريكيين الأصليين و1.47% من الأمريكيين ذوي الأصول الآسيوية و0.19% من سكان جزر المحيط الهادئ و32.91% من الأعراق الأخرى و3.94% من عرقين مختلطين أو أكثر و70.44% من الهسبانيون أو اللاتينيون من أي عرق.
بلغ عدد الأسر 1,185 أسرة كانت نسبة 55.7% منها لديها أطفال تحت سن الثامنة عشر تعيش معهم، وبلغت نسبة الأزواج القاطنين مع بعضهم البعض 67.3% من أصل المجموع الكلي للأسر، ونسبة 11.6% من الأسر كان لديها معيلات من الإناث دون وجود شريك،  بينما كانت نسبة 8.6% من الأسر لديها معيلون من الذكور دون وجود شريكة وكانت نسبة 12.6% من غير العائلات. تألفت نسبة 8.6% من أصل جميع الأسر من عدة أفراد يعيشون في نفس المنزل ونسبة 3% كانت تتألف من شخص يعيش بمفرده يبلغ من العمر 65 عاماً أو أكثر. وبلغ متوسط حجم الأسرة المعيشية 4.23، أما متوسط حجم العائلات فبلغ 4.41.
بلغ العمر الوسطي للسكان 31.1 عاماً. وكانت نسبة 30.5% من القاطنين تحت سن الثامنة عشر، وكانت نسبة 11.9% بين الثامنة عشر والرابعة والعشرين عاماً، ونسبة 25.7% كانت واقعةً في الفئة العمرية ما بين الخامسة والعشرين والرابعة والأربعين عاماً، ونسبة 23.8% كانت ما بين الخامسة والأربعين والرابعة والستين، ونسبة 8% كانت ضمن فئة الخامسة والستين عاماً فما فوق. وتوزع التركيب الجنسي للسكان بنسبة 50.6% ذكور و49.4% إناث.